# Atractyloside

Structure moléculaire de l'atractyloside.

L'atractyloside est un composé organique de formule C30H46O16S2. C'est un glycoside diterpénoïde naturel, toxique, et un inhibiteur efficace de la translocase ATP/ADP.
Ce composé est synthétisé par certaines espèces de plantes de la famille des Asteraceae, par exemple  Callilepis laureola, Carlina gummifera, Xanthium strumarium, Iphiona alsoeri et Pascalia glauca.